# ハイライト/ひとりで生きていたならば
「ハイライト/ひとりで生きていたならば」（はいらいと/ひとりでいきていたらならば）は、日本のバンド・SUPER BEAVERの通算12枚目のシングル。2020年6月10日にSony Recordsから発売された。

## 概要
前作「予感」から1年7ヶ月ぶりのシングル。通算3枚目の両A面シングル。2020年4月8日、公式YouTubeチャンネル生放送内にて、メジャー再契約とともにリリース情報が解禁された。
カップリングには、約10年前のメジャー在籍時最後にリリースしたミニアルバムの収録曲「まわる、まわる」のセルフカバーを収録。初回限定盤にはライブ音源5曲を収めた特典ディスクが付属する。
キャッチコピーは「僕らの人生に 咲き誇り続ける 語り続けたくなる ハイライトを」。

## 収録曲
1. ハイライト [4:12]
作詞・作曲：柳沢亮太 / 編曲：SUPER BEAVER
  - ABEMA配信番組『主役の椅子はオレの椅子』主題歌
2. ひとりで生きていたならば [4:57]
作詞・作曲：柳沢亮太 / 編曲：SUPER BEAVER、岡村美央
  - 映画『水上のフライト』主題歌
3. まわる、まわる [5:43]
作詞・作曲：柳沢亮太 / 編曲：SUPER BEAVER
  - P&G「ジレット スキンガード」WEB-CMソング
    - 以前、Sony Music所属時リリースアルバム、「SUPER BEAVER」M-7のセルフカバートラック。

### 初回生産限定盤付属CD
1. 東京流星群
2017年4月30日
日比谷野外大音楽堂 単独公演
2. シアワセ
2018年04月30日
日本武道館 単独公演
3. 正攻法
2019年12月30日
COUNTDOWN JAPAN 19/20 EARTH STAGE
4. 予感
2020年1月12日
国立代々木競技場 第一体育館 単独公演
5. 秘密
2020年1月12日
国立代々木競技場 第一体育館 単独公演